# Radnice ve Slaném
Bývalá radnice ve Slaném je pozdně barokní budova se 43 metrů vysokou věží, postavená roku 1796 a později novorenesančně upravená. Stojí na historickém hlavním Masarykově náměstí, uprostřed řady domů lemujících jeho jižní stranu. Někdy bývá též označována jako stará radnice, pro odlišení od nynějšího sídla městského úřadu na protilehlé straně náměstí. Od roku 1988 je chráněna jako nemovitá kulturní památka České republiky.

## Historie
Budova radnice stojí na místě původního středověkého měšťanského domu, který pro tento účel městu věnoval císař Karel IV. 23. června 1378.
Původně šlo o jednopatrovou budovu s vysokým stupňovitým štítem a vysokou hranolovitou věží čtvercového půdorysu. Na věži, stejně vysoké jako je dnešní, byla pavlač a v úrovni prvního patra byl staročeský orloj. Před budovou radnice byly umístěny tzv. znaky spravedlnosti, které zahrnovaly trdlici, koš a kruh s řetězy.
Věž měla cibulovou střechu s makovicí, ozdobenou hvězdou. Tato symbolika sahá do časů husitské revoluce, v níž se Slaný, spolu s dalšími městy severozápadních Čech prohusitsky angažovalo. V tehdejších chiliastických projevech byla městu Slanému přisouzena coby symbol hvězda, tak jako byly symboly spojeneckých měst měsíc – luna (Louny) a slunce (Žatec). V budově radnice byla velká síň – mázhaus, radní síň, v jejím přízemí se nacházela šatlava. Na prostranství před budovou stál pranýř.
V roce 1751 nechal hrabě Michal z Martinic postavit na místě původní budovy radnici novou, ta však 2. srpna 1795 vyhořela. O rok později město postavilo radnici novou a v roce 1797 nechalo pozlatit hvězdu i slunce, které poškodil požár. Později (v roce 1873) byly instalovány nové věžní hodiny se dvěma železnými ciferníky, s novým strojem, ten byl v roce 1894 vystaven na slánské Národopisné výstavě. Nad hodiny byly zavěšeny i dva cymbály. V roce 1890 byl nad vchodový portál umístěn pískovcový městský znak, jehož návrh vypracoval Ferdinand Velc.  
Do současné podoby radnici v novorenesančním slohu upravil slánský architekt Rudolf Štech v letech 1895–1896. Radniční věž je dvoupatrová, druhé patro začíná v úrovni okapů dvoupatrové budovy radnice a střechy vedlejšího domu Ungelt. V prvním patře jsou dva sály s novorenesančními malbami a klasicistními, řezbami zdobenými dveřmi a ostěním. Radniční věž má výšku 43 metrů. Její střecha je cibulová, osmihranná, pobitá měděným plechem. Je zakončena makovicí s hvězdou. Na všech stranách věže jsou ciferníky hodin.  
V roce 2016 byla rekonstruována fasáda budovy směrem k Ungeltu, v roce 2017 prochází dalšími opravami. Celková hodnota prací činí 750 tisíc korun. V budově sídlí v současnosti Městská policie Slaný a část prostor využívá i lidová galerie Dobeška.